# Saint-Auvent
Saint-Auvent (tiếng Occitan: Sent Auvenç) là một xã của tỉnh Haute-Vienne, thuộc vùng Nouvelle-Aquitaine, miền trung nước Pháp.